# Медынка
Меды́нка — река в России, протекает по Медынскому и Дзержинскому районам Калужской области. Устье реки находится в 7,5 км по правому берегу реки Суходрев, на высоте 131 м над уровнем моря. Длина реки составляет 51 км, площадь водосборного бассейна 264 км².

## Данные водного реестра
По данным государственного водного реестра России относится к Окскому бассейновому округу, водохозяйственный участок реки — Угра от истока до устья, речной подбассейн реки — Бассейны притоков Оки до впадения Мокши. Речной бассейн реки — Ока.
Код объекта в государственном водном реестре — 09010100412110000021610.

### Притоки (км от устья)
- 26 км: река Дранка[6] (лв)